# Galaxy Tab S9 Fe
Samsung Galaxy Tab S9 FEシリーズ（サムスン ギャラクシータブ S9　FEシリーズ）は、サムスン電子が2023年10月4日に発表し、2023年10月16日に発売したGalaxy Tab S9の派生モデルである。 
Galaxy Tab S9　FEシリーズは 2023年10月16日に発売され、日本では2023年10月19日に発売した。S9　FE+はauの独占販売になる。

## 機能
ビジョンブースター
ビジョンブースターの機能で明るい場所でもタブレットの大きな画面をはっきりと見ることが可能 (太陽の明るさを感知して調整を行うインテリジェントなアルゴリズム、鮮明さを維持するコントラストとカラーの強化機能があり、屋内外を自在に行き来できる。）。高輝度モードで最大輝度600nit、屋外輝度720nit
ストレージ

Galaxy Tab FEは基本容量(128 GB, 256 GB)にmicroSDカードを使用し、1TBの容量を増やすことが可能
防塵・防水
Galaxy Tab FEとSペンは両方がIP68で、水濡れや防塵にもなどにも対応している。キッチンなどの作業、外出先での仕事や、アウトドア先で動画視聴など生活のさまざまな場面でも思いのまま使用することが可能。

SDGs(Sustainability)
今作は内外部のコンポーネントがリサイクル素材(再生アルミニウム、再生プラスチック)を使用し作られた。また、4世代のOSアップグレード、5年間のセキュリティアップデートにも対応している。